# Tsunami
För andra betydelser, se Tsunami (olika betydelser).

Animering av tsunamin i Indiska oceanen 2004.

En tsunami (av japanska 津波, tsunami "hamnvåg"), även kallad flodvåg, är en typ av vattenvåg som uppkommer vid en vertikal förskjutning av stora vattenmassor, i de flesta fall på grund av seismisk aktivitet på havsbottnen. Det beror på rörelser i marken.
Tsunamier kan uppkomma genom att jordskorpan under havet rör sig så att vattnet ovanför trycks upp eller "faller ned". En av de processer som åstadkommer sådana rörelser är jordbävningar orsakade av plattektonik, särskilt när en platta trycks in under en annan platta. När vattnet efter förflyttningen ska återta sitt jämviktsläge under inverkan av gravitationen bildas en våg med mycket stort energiinnehåll genom den stora vattenmassa som satts i rörelse. Vågen rör sig som en longitudinell våg, det vill säga att till skillnad från oceanvågor förflyttas vattnet i hela oceanen ner till bottnen vilket döljer den enorma energin i vågen ute på öppet hav. När vattnet blir grundare kommer energin i vågen att tvinga havsnivån att höjas då det strömmande vattnet inte har någon annanstans att ta vägen. Fasen är sådan att vågfronten alltid består av en mindre dal. Havsnivån kommer alltså först att sjunka undan och sedan höjas ännu kraftigare.
På djupt vatten, ute över oceanerna, kan en stor tsunami te sig som en lätt krusning på ytan. Men den vattenmängd som förskjuts från botten på kanske 5000 meters djup och upp till ytan kan likväl vara ofantlig. Och ju grundare vatten den vertikala vågen kommer in över, desto högre blir vågen. Detta till skillnad från de vågor som uppkommer vid stormar och orkaner, dessa berör endast ytskiktet, och vattnet rör sig endast "uppåt och nedåt". 
När vulkankratrar under havet faller samman och när jordbävningar förekommer under havet åtföljs detta ofta av stora jordskred. När sediment och sten rör sig nedför branta sluttningar på bottnen kan detta inverka kraftigt på det vatten som finns rakt ovanför. På samma sätt kan våldsamma vulkanutbrott lyfta upp stora vattenmassor, så att tsunamier bildas. Andra orsaker är att material faller ned i havet från rymden eller brant sluttande stränder. Även provsprängningar med atombomber under havsytan kan ge upphov till jättevågor, som till exempel vid Bikiniatollen.

## Våghöjd och våglängd samt hastighet

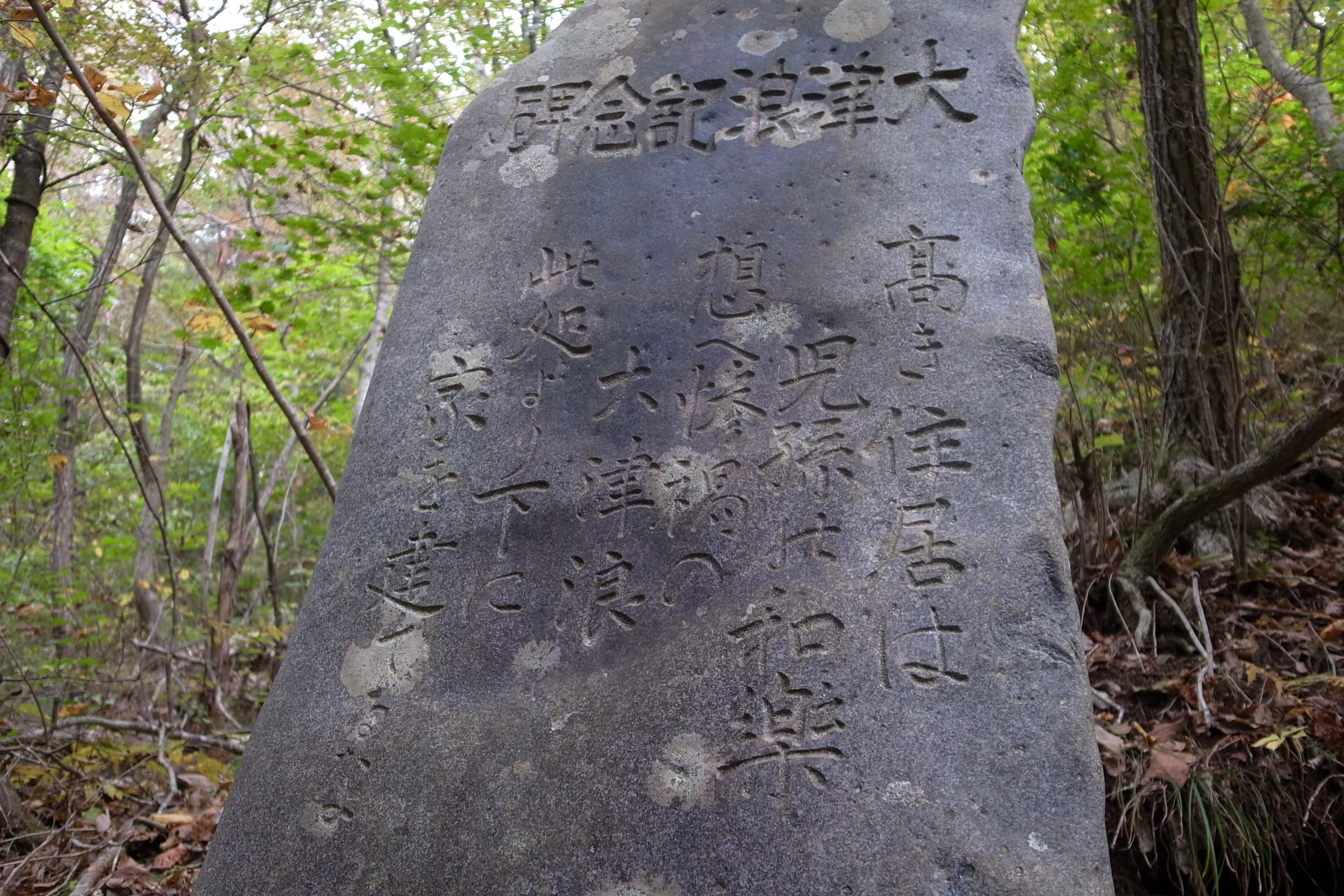
En tsunamisten i Japan som varnar för tsunami.

### Våghöjd och våglängd
En tsunami har en mycket lång våglängd, ofta över 100 km. Detta beror på att en stor del av havsbottnen flyttar på sig under jordbävningar. När vågen når grundare vatten kommer först en stark ström utåt att sänka havsnivån på bara några minuter. Om stranden är mycket långgrund kommer man kunna se när den utgående strömmen övervinns av den mycket starkare inåtgående strömmen, som är huvudvågen. Då bildas en enorm lokal vågfront, som kan bli en åtskilliga tiotals meter hög skummande vägg. Den kan bestå av flera fronter, eftersom jordbävningens skakningar ofta är mycket oregelbundna. Om stranden inte är långgrund eller om man befinner sig på en ö kommer man inte alls att märka av fenomenet och får nästan ingen visuell varning förutom när havet drar sig tillbaka.
Tsunamin kommer sedan på bara några minuter att höja havsnivån. En enormt kraftig ström kommer då att bildas. En tsunamis snabba havsnivåhöjning orsakar katastrofala skador på låglänta kustområden. Om en 10 meter tsunami slår till kommer allt som ligger mindre än 10 meter över havsnivån svämmas över nära kusten. Den kraftiga strömmen från en 10 meters tsunami sliter loss alla mindre tåliga byggnader som lagerlokaler och mindre hyreshus. Alla båtar slits loss från sina förtöjningar, även stora fraktfartyg. En 1 meter hög tsunami kan förstöra småbåtshamnar då många båtar kommer att slitas loss i den kraftiga strömmen.

### Fashastighet[1]
En tsunamivåg kallas i flödesdynamik för barotrop våg och dess propagationshastighet (fashastighet) kan därför uppskattas med de så kallade Shallow-waterekvationerna vilka kan härleds från Navier-Stokes ekvationer. Shallow-waterekvationerna ger en tämligen god uppskattning av fashastigheten eftersom havets horisontella utsträckning är mycket större än djupets. Fashastigheten för en barotrop våg ges av
{\displaystyle c={\sqrt {gH}}},
där c är fashastigheten, g är tyngdaccelerationen och H är djupet. Med insatta värden, g {\displaystyle \approx } 10 m/s² och H {\displaystyle \approx } 4000 m erhålls en fashastighet på 200 m/s eller 720 km/h. Hastigheten är alltså enbart beroende av havsdjupet vilket medför att den på vissa platser kan bli ännu högre, ända upp mot 1000 km/h. Viktigt att notera är att vågen enbart har denna mycket höga hastighet i det fria havet men att den bromsas upp kraftigt när den kommer närmare land samtidigt som amplituden växer. Vågens energi är därför ungefär konstant så länge den befinner sig på havet men minskar på grund av friktion nära land.

## Orsaker till tsunamier

### Jordskalv
Seismisk aktivitet är den vanligaste orsaken till tsunamier. Under de senaste 2000 åren har 82,3 % av alla tsunamier i Stilla havet bildats ur ett jordskalv. Däremot är det långt ifrån alla jordskalv som ger upphov till tsunamier. För stora tsunami orsakade av underjordisk aktivitet blir effekten på mycket långgrunda strandlinjer och långa låga landpartier förödande genom de enorma vattenmassor som den långvågiga vågfronten innehåller. Effekten blir en fram och återgående höjning av havsytan som kan uppgå till flera tiotal meter över ett stort vattenområde. Varje gång vattenytan höjer sig kan vid en ofördelaktig bottenform även enormt höga vågor utbildas som bryter mot stranden vilket dock har den fördelen att ge en snabbare reduktion av vattenmassornas energiinnehåll. Vattennivåändringarna avtar först när vattenmassans energiinnehåll helt har förbrukats i viskös friktion och vågbrytande förluster mot strandlinjen. Ute till havs på stort vattendjup är en sådan tsunami knappt märkbar. Med avancerad teknik kan tsunamier som uppkommit ute till havs genom skalv på havsbotten registreras av tsunamivarningssystem som bland annat mäter havsnivån i förhållande till havsbotten. Beroende på avståndet från jordskalvet till land, kan dessa system ge en varning flera timmar innan den första tsunamivågen når land.
Tsunami orsakar endast stora skador lokalt då vågen snabbt tappar sin energi när den sprider sig över en ocean. En stor jordbävning utanför Japans kust kommer därför vara mycket mindre när den når Hawaii eller för den delen USA:s västkust. När tillryggalagda avståndet från epicentrum dubblas halveras vågens lokala energi då den sprider ut sig som en cirkel sett uppifrån. Tsunamivågor som bildas vid de kraftigaste jordbävningarna vid subduktionszoner, benämnda Mega-thrust-jordbävningar har dock potential att orsaka enorm förödelse hundratals mil från jordbävningens epicentrum vilket tydligt visades vid Jordbävningen i Indiska oceanen 2004. En tsunami i sådan skala kallas teletsunami.
Dessa jättevågor har omtalats i litteraturen sedan länge och sagor berättar om hur skepp förliser på grund av jättevågor, tsunami. Det är dock endast på stränder och grunt vatten som tsunamier orsakar skada.
Europa drabbades av tsunamikatastrofer 1755, då totalt 60 000 omkom och staden Lissabon förstördes, en händelse som diskuterades mycket i tidens litteratur, och 1908 i Messinasundet (mer än 100 000 döda).
Jordbävningen i Indiska oceanen 2004 den 26 december skapade en tsunami som orsakade förödelse längs Indonesiens, Thailands, Myanmars, Indiens, Somalias och Sri Lankas kuster. Vågen dödade hundratusentals människor, varav många turister som befann sig på stränderna. De flesta av stränderna drabbades flera timmar efter att jordbävningen inträffat. Tsunamin var som värst i Indonesien där havsnivån höjdes 10 meter och orsakade total förödelse längs det låglänta kustområdet i Aceh-provinsen. Ett varningssystem för tsunamier håller på att byggas upp i området.
Jordbävningen vid Tohoku 2011 den 11 mars skapade en tsunami som slog till mot Japans östkust. Vid jordbävningen sänktes kusten med upp till 1,2 meter där tsunamin slog till vilket förvärrade skadorna. Vågen slog till 20–30 min efter jordbävningen med en höjd av uppemot 30 meter i kuststaden Ōfunato. När tsunamin nådde Kalifornien på andra sidan Stilla havet var höjden endast drygt 1,5 meter.

### Vulkanism

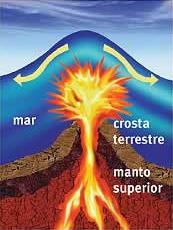
Principskiss för en tsunami orsakad av ett vulkanutbrott på havsbotten

Vulkanutbrott står för 4,6 % av de tsunamier som bildas, och 9,1 % av dödsfallen. Det finns flera olika sätt som vulkanutbrott kan utlösa tsunamier. Dessa är vulkaniska jordbävningar, pyroklastiska flöden, undervattensexplosioner, kollaps och bildande av en caldera, jordskred, laviner av het sten, lahar, atmosfäriska tryckvågor och lava. Bland dessa står vulkaniska jordbävningar, pyroklastiska flöden och undervattensexplosioner för 61 % av de vulkanutlösta tsunamierna.
Nu befarar man att en vulkan på Kanarieöarna – Cumbre Vieja på La Palma – kan orsaka en "megatsunami".
Om en klippa vid vulkanen faller i vattnet i ett stycke bildas enligt vissa forskare en våg som är över 25–30 meter hög. Vågen skulle kunna göra stora skador lokalt.

### Jordskred
Den 9 juli 1958 inträffade en katastrof i Lituya Bay i södra Alaska. En jordbävning utlöste ett jordskred där 30,5 miljoner m3 sten föll 600–900 meter ned i vattnet. Händelsen har skapat en 524 meter hög "megatsunami". Det undanträngda vattnet kastades upp 500 meter längs en mycket närliggande klippsluttning. Detta har sedan misstolkats av populärvetenskap som att en 500 meter hög tsunami bildades.

### Kometer och asteroider
Tsunamier kan även utlösas av nedfallande kometer eller asteroider, då skulle de dock oftast bli så stora att de istället kallas för iminamis (megatsunamier). Statistiskt sett ska 70 % av inkommande utomjordiska kroppar slå ned i havet. Ett mycket stort nedslag skulle kunna skapa en mycket stor tsunami. Tsunamins förstörelse skulle dock vara betydelselös i jämförelse med övrig förstörelse en stor asteroid skulle orsaka vid nedslag.[källa behövs]

## Tsunamier som dödat många människor
| År   | Datum        | Plats                         | Antal döda | Högsta våghöjd                       | Orsak till tsunami    | Referens    |
| ---- | ------------ | ----------------------------- | ---------- | ------------------------------------ | --------------------- | ----------- |
| 2004 | 26 december  | Indonesien, Indiska oceanen   | 227 898    | ca 10 m (Indonesien), 6 m (Thailand) | Jordbävning M 9.1     | [ 3 ]       |
| 1755 | 1 november   | Lissabon, Portugal            | 60 000     |                                      | Jordbävning M 8.5     | [ 3 ]       |
| 1782 | 22 maj       | Taiwan                        | 50 000     |                                      |                       | [ 5 ]       |
| 1883 | 27 augusti   | Krakatau, Indonesien          | 36 417     |                                      | Vulkanutbrott         | [ 5 ] [ 3 ] |
| 1498 | 20 september | Enshunada, Japan              | 31 000     |                                      | Jordbävning M 8.3     | [ 3 ]       |
| 1707 | 28 oktober   | Nankaido, Japan               | 30 000     |                                      | Jordbävning M 8.4     | [ 3 ]       |
| 1896 | 15 juni      | Sanriku, Japan                | 27 122     |                                      | Jordbävning M 7.6     | [ 3 ]       |
| 1868 | 13 augusti   | Chile, Japan                  | 25 000     |                                      | Jordbävning M 8.5     | [ 3 ]       |
| 1976 | 4 februari   | Guatemala                     | 22 778     |                                      |                       | [ 5 ]       |
| 2011 | 11 mars      | Japan, Stilla havet           | 18 526     | ca 12 m                              | Jordbävning M 8.9-9.1 | [ 5 ]       |
| 1746 | 29 oktober   | Lima, Peru                    | 18 000     |                                      |                       | [ 5 ]       |
| 1917 | 21 januari   | Bali, Indonesien              | 15 000     |                                      |                       | [ 5 ]       |
| 1792 | 21 maj       | Unzen, Japan                  | 14 524     |                                      |                       | [ 5 ]       |
| 1771 | 24 april     | Ryukyuöarna, Japan            | 13 486     |                                      | Jordbävning M 7.4     | [ 3 ]       |
| 1815 | 22 november  | Bali, Indonesien              | 10 253     |                                      |                       | [ 5 ]       |
| 1765 | Maj          | Guangzhou, Sydkinesiska havet | 10 000     |                                      |                       | [ 5 ]       |
| 1976 | 16 augusti   | Morobukten, Filippinerna      | 8 000      |                                      |                       | [ 5 ]       |
| 1586 | 18 januari   | Isebukten, Japan              | 8 000      |                                      | Jordbävning M 8.2     | [ 3 ]       |
| 365  | 21 juli      | Kreta, Grekland               | 5 700      |                                      | Jordbävning M 8.0     | [ 3 ]       |
| 1703 | 30 december  | Japan                         | 5 233      |                                      | Jordbävning M 8.3     | [ 3 ]       |
| 1605 | 3 februari   | Nankaido, Japan               | 5 000      |                                      | Jordbävning M 7.9     | [ 3 ]       |
| 1611 | 2 december   | Sanriku, Japan                | 5 000      |                                      | Jordbävning M 8.1     | [ 3 ]       |
| 1687 | 20 oktober   | Peru                          | 5 000      |                                      | Jordbävning M 8.5     | [ 3 ]       |

## Bildgalleri över tsunami som når stranden

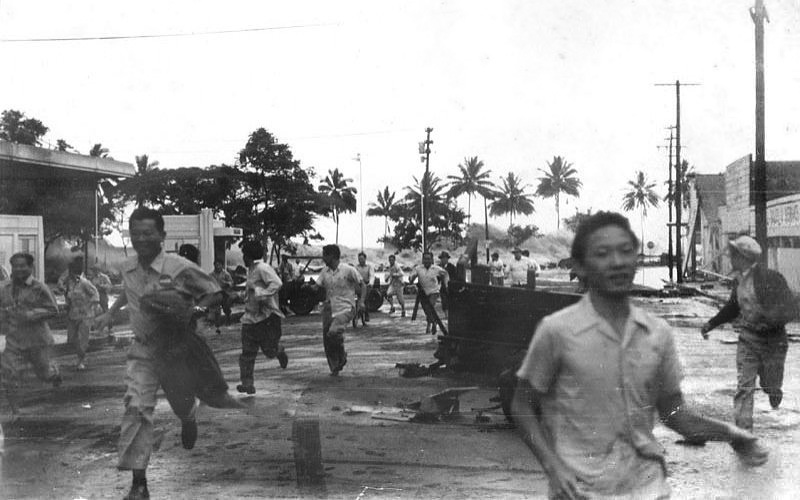
Tsunami i Hilo på Hawaii 1 april 1946.
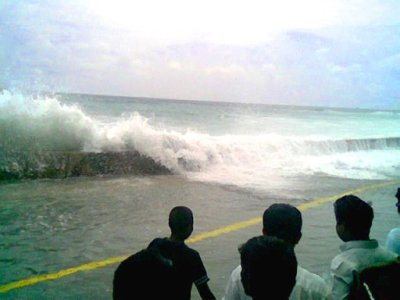
En tsunami når Malé på Maldiverna den 26 december 2004.
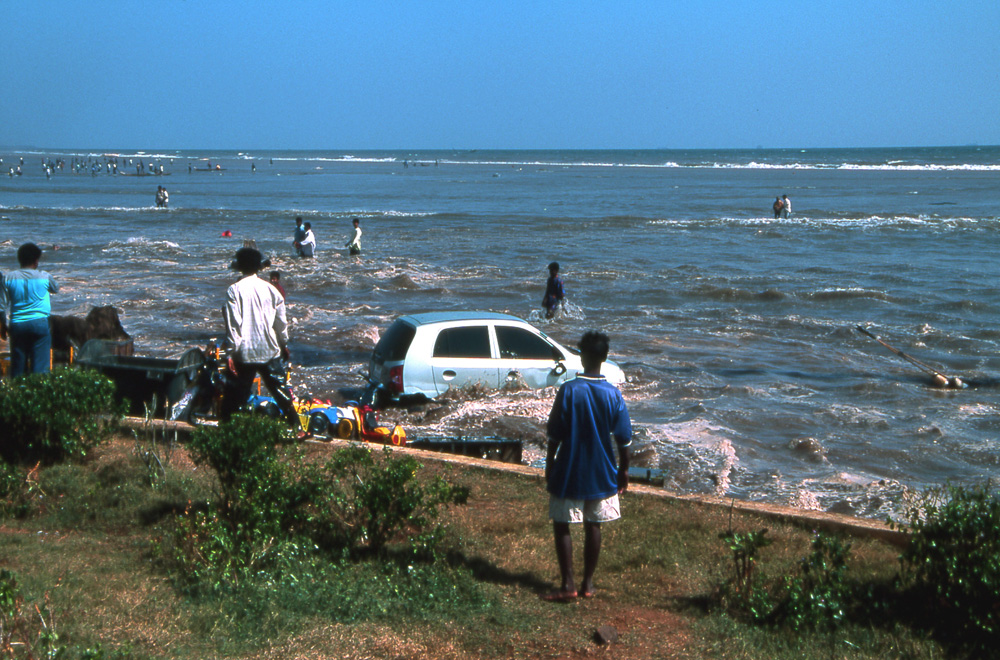
Tsunami når Marina Beach i Chennai, Indien den 26 december 2004.
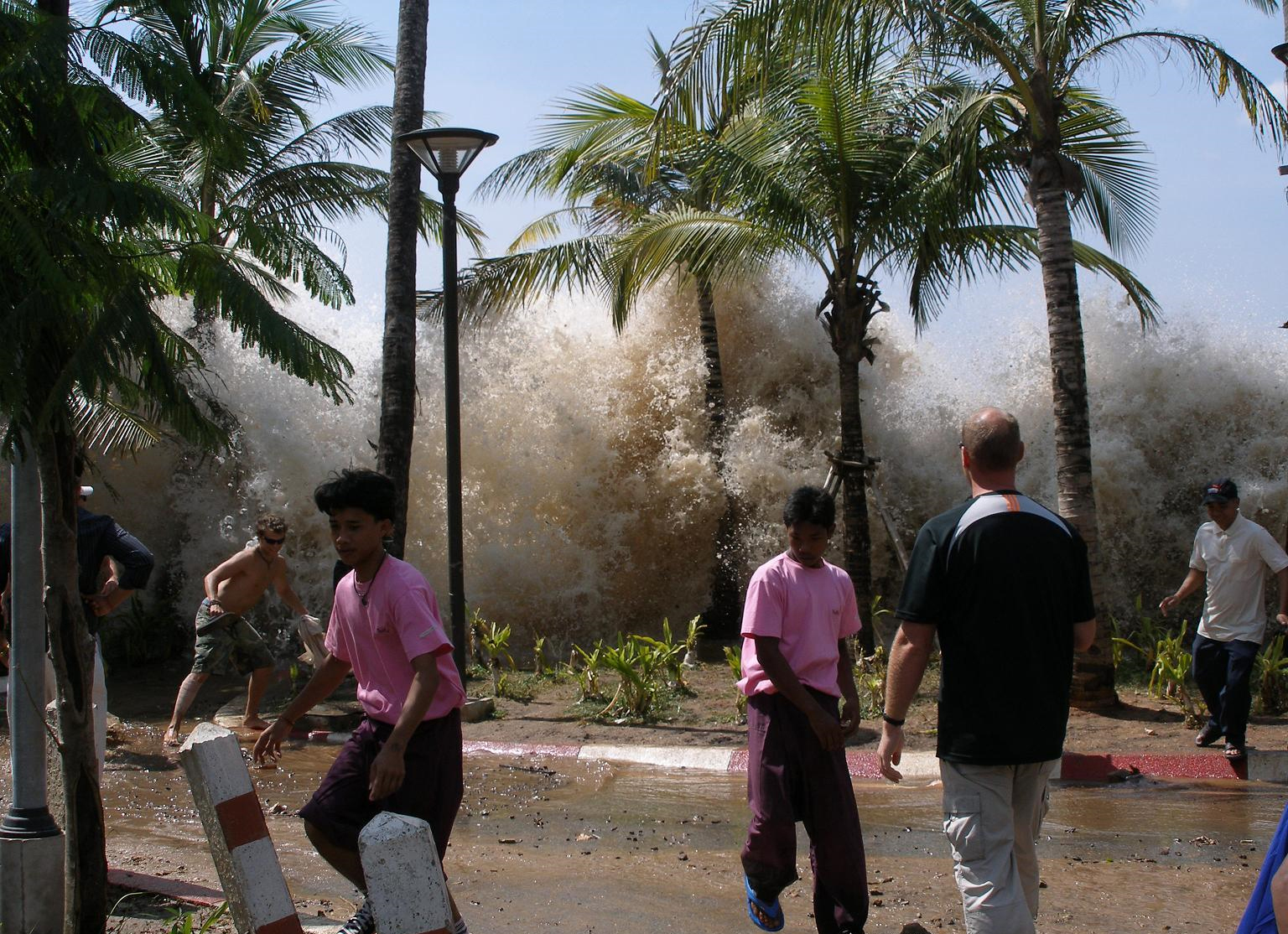
Tsunami i Sydostasien 26 december 2004.

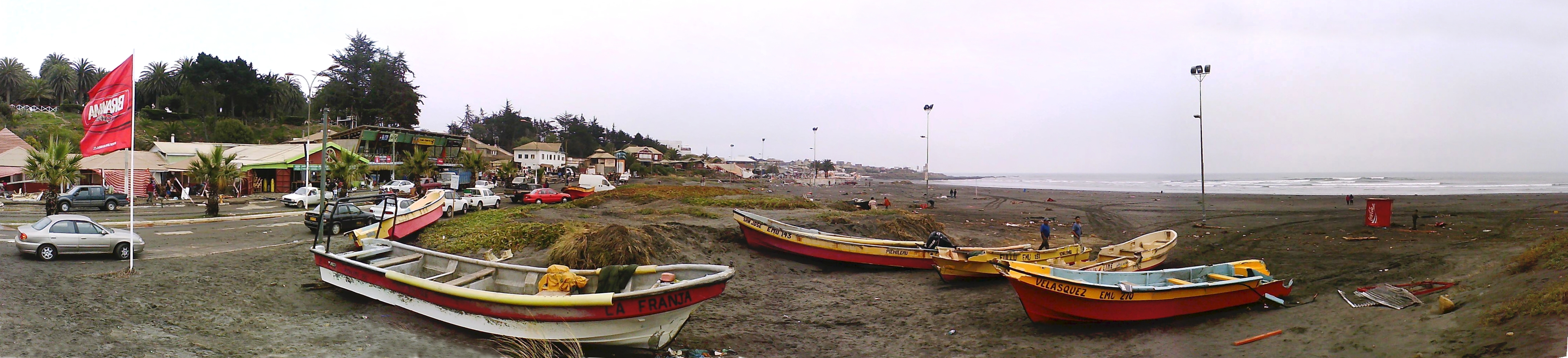
Översikt över Playa Principal av Pichilemu, Chile, efter jordbävningen 2010.